# 프롤레타르스카야역 (모스크바 지하철)
프롤레타르스카야역(러시아어: Пролетарская)은 모스크바 지하철 타간스코 크라스노프레스넨스카야 선의 역이다.

## 역사
프롤레타르스카야 역은 1966년 12월 31일에 개장하였다.

## 테마
정거장의 기둥들은 하얀 대리석으로 덮여 있고, 상부는 노란색으로 장식되어 있고 모세관처럼 확대된 형태이다. 역의 절반은 회색의 경계와 실험실의 산물이다. 대합실은 흰색과 노란색 알루미늄 패널과 검은 색 화강암이고 벽은 황과 해머의 알루미늄 이미지가 있는 노란색 삽입물로 장식되어 있으며, 역명판도 노란색 배경으로 표기되어 있다.

## 환승
1997년, 플랫폼 북쪽 끝 위에 인도교가 건설되어 류블린스코 드미트롭스카야 선의 크레스티얀스카야 자스타바 역과 환승이 가능하게 되었다.